# 灌木紫菀木
灌木紫菀木（学名：Asterothamnus fruticosus）为菊科紫菀木属的植物。分布在俄罗斯以及中国大陆的新疆等地，生长于海拔1,000米至3,100米的地区，多生长于荒漠草原，目前尚未由人工引种栽培。